# Бо Дерек
Бо Дерек (уроджена Мері Кетлін Коллінз; нар.. 20 листопада 1956, Лонґ-Біч, окр. Л.-Анджелес, Каліфорнія, США) — американська актриса та модель, найбільш відома своєю проривною роллю в романтичній комедії «10» (1979). Також знялася у фільмах Річарда Ленга «Зміна пір року» (1980), «Фантазії», «Тарзан, людина-мавпа» (обидва 1981), «Болеро» (1984) і «Привиди не можуть» (1989): усі чотири режисером яких був її перший чоловік Джон Дерек. У 1998 році вона овдовіла, а в 2020 році вийшла заміж за актора Джона Корбетта.

## Ранній життєпис
Дерек народилася 1956 року під іменем Мері Кетлін Коллінз у Лонг-Біч, Каліфорнія. Її батько, Пол Коллінз, був керівником Hobie Cat, а мати, Норма (уроджена Вайт), була візажистом і перукарем Енн-Маргрет. Батьки Коллінз розлучилися, а її мати вдруге вийшла заміж за каскадера Боббі Басса. Вона росла з трьома братами та сестрами: двома сестрами та братом.
Коллінз відвідувала Нарбоннську середню школу та школу Джорджа С. Паттона, обидві в Харбор-Сіті, Каліфорнія. У 1985 році в інтерв'ю «Late Night with David Letterman» вона зазначила:
Ну, я насправді не хотіла кидати навчання. Ну, що сталося, я вам розповім, що сталося ... Я як місяць ходила до школи; Я пішла на пляж, і мене спіймали... Потім я почала повертатися до школи, і мені це дуже сподобалося... а потім я брала участь у зйомках цього фільму з Джоном у Греції ...

## Кар'єра

### Акторка
Під час навчання в Нарбоннській середній школі в 16-річному віці у 1973 році Коллінз пройшла прослуховування на головну жіночу роль у фільмі Джона Дерека «Одного разу кохання», малобюджетній романтичній драмі, дія якої відбувається в Греції. Хоча Дерек розглядав роль Коллінз, він вважав, що її природне світле волосся погано підходить для персонажа, який він бачив як брюнетку. Проте він запропонував Коллінз роль за умови, що вона пофарбує волосся в темний колір. Коллінз погодилася і увійшла до акторського складу. Під час постпродакшну в Мюнхені фільм було знято, і його вилучила німецька кінолабораторія. Він залишався в сховищі кілька років, поки не був проданий продюсеру Кевіну Кассельману. Спроби Кассельмана розповсюдити фільм у всьому світі спонукали Дерека та Коллінз домагатися заборони на його випуск. Зрештою вони відмовилися від будь-яких судових позовів, вирішивши, що вони не варті їхнього часу та зусиль. Фільм нарешті вийшов у прокат у 1981 році під новою назвою «Фантазії», після чого отримав негативні відгуки.
Під час цих подій Коллінз мала сексуальні стосунки з Джоном Дереком, який був на 30 років старший за неї та все ще був одружений на актрисі Лінді Еванс. Після розлучення з Еванс Дерек переїхав до Німеччини з Коллінз, де він не підлягав судовому переслідуванню згідно із законами Каліфорнії про зґвалтування — причина в тому, що Коллінз не досягла віку згоди в США.
У 1976 році, у віці 19 років, Коллінз вийшла заміж за Джона Дерека. Відтоді вона була відома професійно як Бо Дерек: поєднання її колишнього сценічного імені Бо Шейн й імені після одруження Дерек.
У 1977 році режисер Майкл Андерсон запропонував Дерек невелику роль у своєму фільмі жахів «Косатка — косатка», в якому героїні Дерека відкусила ногу головна героїня.
У 1979 році Дерек була обрана замість Мелані Ґріффіт, Хізер Томас, Тані Робертс та кількох інших на роль Дженні Хенлі в романтичній комедії «10». Режисер Блейк Едвардс у фільмі зняв Дадлі Мура в ролі чоловіка середнього віку, який вважає персонаж Дерека ідеальною жінкою, тобто ідеальною десяткою. Поява Дерека у сновидінні, яка біжить до Мур у облягаючому суцільному купальнику нюдового кольору, започаткувала її статус основного секс-символу. Фільм «10» не дивлячись на критику мав фінансовий успіх. За свою роль у фільмі Дерек була номінована на премію «Золотий глобус» як «Нова зірка року», але в підсумку програла Бетт Мідлер за її роль в «Розі»
Після «10» Дерек отримала роль у фільмі Річарда Ленга «Зміна пір року» (1980), драматично-комедійному фільмі, в якому також знялися Ширлі Маклейн та Ентоні Гопкінс. Дерек зіграла студентку коледжу, яка закрутила роман зі своїм старшим, одруженим професором. «Зміна пір року» мав лише помірний касовий успіх, критики оцінили його та гру Дерека несхвально («Єдина приваблива гра міс Маклейн»).
У 1981 році Дерек зіграла головну роль у фільмі MGM «Тарзан, людиноподібна мавпа» з рейтингом R, що стала її першою головною роллю в головному голлівудському фільмі. У фільмі режисера Джона Дерека мало розповідається про Тарзана, а натомість зосереджується увага на персонажі Дерек, Джейн Паркер, і, зокрема, на фізичних якостях Дерек. Вона з'являється оголеною у двох сценах, в одній з яких її купають і розмальовують тіло. Напередодні випуску «Тарзана, людиноподібна мавпа», на MGM і дистриб'ютора фільму United Artists було подано позов про судову заборону Едгара Райса Берроуза, який стверджував, що фільм порушує їхні авторські права та виходить за межі ліцензійної угоди 1931 року («Угода 1931 року»), яка дозволила MGM використовувати Тарзана та інших персонажів Берроуза у фільмі 1932 року «Тарзан — людина-мавпа». Угода передбачала, що MGM може створювати ремейки лише за умови збереження сюжету фільму 1932 року. Переглянувши докази, Федеральний окружний суд у Нью-Йорку постановив, що (1) хоча «Тарзан, людиноподібна мавпа» (1981) потребує деякого редагування, щоб пом'якшити сексуальний вміст, оголеність Дерек сама по собі принципово не змінює наратив фільму і (2) зведений до основних інцидентів, як фільм 1981 року, так і його попередник 1932 року «базуються, по суті, на одній історії». Було також визначено, що ліцензія на авторське право MGM не підлягає припиненню, оскільки законодавчі процедури, які регулюють процес, ніколи не дотримувалися. Відповідно, суд виніс рішення проти майна Берроузів і відхилив їхній запит про судову заборону. Незважаючи на те, що «Тарзан, людиноподібна мавпа» отримав негативні відгуки, фільм став успішним у прокаті, зібравши понад 35 мільйонів доларів від продажу квитків і став 15-м найкасовішим фільмом 1981 року. За виконання ролі Джейн Паркер Дерек розділила нагороду «Золота малина» за головну жіночу роль разом із Фей Данавей, причому остання за головну роль Джоан Кроуфорд у фільмі «Найдорожча мати».
Потім Дерек знялася в еротичній комедійній драмі «Болеро» (1984). Знову режисером був Джон Дерек, «Болеро» досліджує сексуальне пробудження головної героїні та її подорож навколо світу, щоб знайти ідеального першого коханця та залишитися незайманою. Сексуальний характер і значне використання оголеного тіла принесли фільму рейтинг X, який традиційно присвоюють порнографічним або надзвичайно насильницьким фільмам жахів. Критичні рецензії на «Болеро», включно з грою Дерек, були негативними («Бо Дерек була б набагато привабливішою, якби вона менш старанно намагалася догодити»), і фільм не зміг окупити витрати на виробництво. За гру в «Болеро» Дерек отримала свою другу нагороду «Золота малина» за головну жіночу роль. Фільм також отримав нагороди «Золота малина» як найгірший фільм, найгірший режисер (Джон Дерек), найгірший сценарій (Джон Дерек), найгіршу нову зірку (Олівія Д'Або) та найгіршу музику (Пітер Бернстайн та Елмер Бернстайн).
У 1987 році Дерек об'єдналася зі Стівеном Полом із торгового агентства Paul Entertainment, щоб продати ще не випущений повнометражний фільм «Лицар кохання», у якому вона мала зіграти головну роль, але проєкт так і не був реалізований.
Після п'ятирічної перерви Дерек повернулася до повнометражного кіно у фантастичній комедійній драмі «Привиди не можуть» (1989). Остання співпраця Дерек з її чоловіком як режисером, Ghosts Can't Do It була провальною як з точки зору критики («кінематографічна гидота») так і з фінансової точки зору. Принісши Дерек її третю нагороду «Золота малина» за найгіршу жіночу роль, фільм також отримав нагороди «Золота малина» за найгірший фільм, найгіршого режисера (Джон Дерек) і найгіршого актора другого плану (Дональд Трамп).

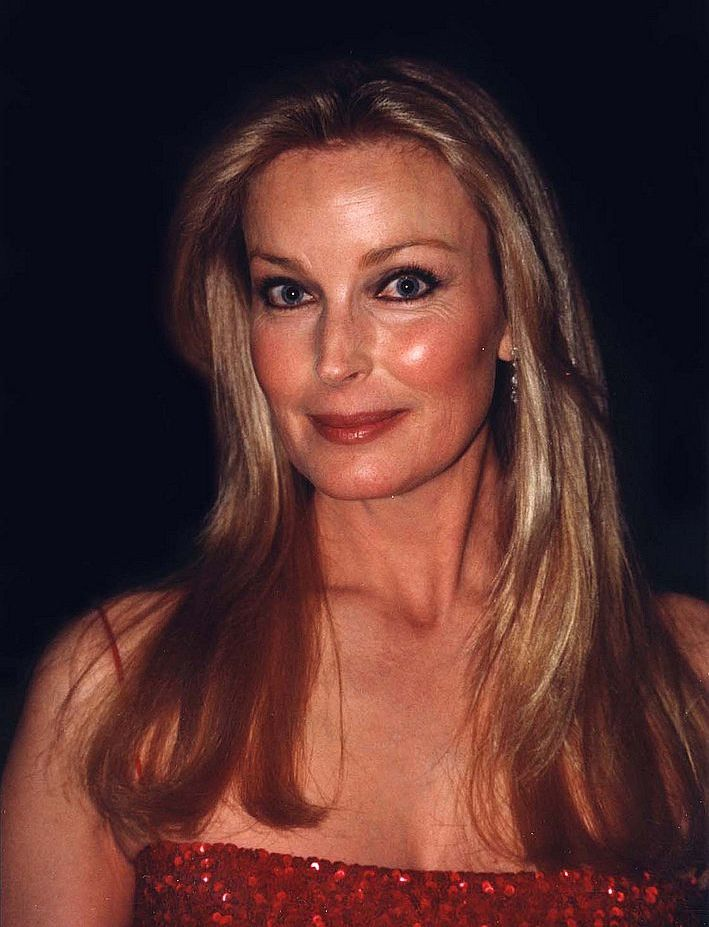
Дерек в 1998 році

Після «Привиди не можуть цього» Дерек знявся в телевізійних фільмах «Гарячий шоколад» (1992) і «Зруйноване зображення» (1994), а також у фільмі «Жінка бажання» (1994). За роль у комедійному фільмі «Тюхтій Томмі» 1995 року Дерек була номінована на премію «Золота малина» як найгірша акторка другого плану, але зрештою програла Мадонні за її гру в «"Чотирьох кімнатах».
У 1998 році Дерек знялася в чотирьох епізодах телесеріалу «Вітер на воді». У 1999 році вона з'явилася на шоу Дрю Кері.
На 20-й церемонії вручення премії «Золота малина» у 2000 році Дерек була номінована як «Найгірша акторка століття», розділивши номінацію з Мадонною (переможницею), Брук Шилдс, Елізабет Берклі та Піа Задора.
На початку 2000-х років Дерек знялася ще в декількох повнометражних фільмах, включаючи "Застиглі від страху " (2000), «Майстер маскування» (2002), за який вона отримала свою другу номінацію на «Золоту малину» як найгірша акторка другого плану, і «Найрозшукуваніші в Малібу» (2003).. Вона також зіграла гостьові ролі в телешоу Family Law, Queen of Swords, Two Guys, a Girl and a Pizza Place, Lucky, Still Standing та 7th Heaven.
У 2006 році Дерек знялася в 40 епізодах 65-серійної теленовели «Будинок моди». У 2012 році вона знімалася в «C.S.I.: Місце злочину Маямі».
У 2015 році Дерек зіграла головну роль у фільмі жахів Sharknado 3: Oh Hell No!

## Політика
Дерек, яка називає себе незалежною, підтримувала президентські кампанії Джорджа Буша-старшого та його сина Джорджа Буша-молодшого. У 2000 і 2004 роках вона була присутнім на національному з'їзді Республіканської партії Дерек також з'являлася на публічних заходах разом із конгресменом-республіканцем Девідом Драйером із Південної Каліфорнії.
У 2006 році Дерек був призначений президентом Джорджем Бушем до Ради опікунів Центру виконавських мистецтв імені Джона Ф. Кеннеді в Операційному комітеті. Коли голову апарату Білого дому Джошуа Болтена запитали про його стосунки з Дерек у випуску Fox News Sunday з Крісом Воллесом 30 квітня 2006 року, Болтен сказала, що вона була другом і «хорошим прихильником президента».
Дерек голосувала за Барака Обаму в 2008 році.
У 2012 році Дерек підтримала Мітта Ромні на пост президента.
У 2020 році в інтерв'ю виданню Variety, коли її запитали, кого вона підтримує на майбутніх президентських виборах, Дерек пояснила: «Я більше не говорю про те, за кого я голосую. Я підтримала Буша 43 і стала однією з дівчат з плакатів для республіканці. Але я незалежний політик. Я не хочу, щоб на мене наклеювали ярлики як те чи інше». Згадуючи камео Дональда Трампа у фільмі «Привиди не можуть» 1989 року, Дерек сказала, що ця роль була написана спеціально під нього і що «він був чудовий».

## Інша діяльність
У 1980 році світлини з Дерек двічі з'являлися в журналі Playboy ; її фото публікувалися знову в 1981, 1984 і 1994 роках
У 2016 році Дерек планувала взяти участь у шоу просмаження Comedy Central Роба Лоу, але вона не змогла бути присутнім через конфлікт розкладів.

## Особисте життя

### Власниця коней та активістка
Любитель коней і ентузіаст верхової їзди з дитинства, Дерек володіє андалузькими кіньми та є речником кампанії Інституту захисту тварин, спрямованої на припинення забою коней шляхом прийняття федерального законодавства та законодавства штату. 5 лютого 2002 року вона опублікувала свою автобіографію під назвою «Уроки верхової їзди: все, що має значення в житті, я навчилася у коней» (ISBN 0-06-039437-4). Дерек також працює в Каліфорнійській раді з перегонів.

### Підтримка поранених ветеранів
З 2001 року Дерек виконує обов'язки Національного почесного голови спеціальних заходів у справах ветеранів. Вона є завзятим прихильником Національної клініки зимових видів спорту для ветеранів-інвалідів у Сноумасс-Віллідж, штат Колорадо.
У 2003 році Дерек отримала найвищу відзнаку VA від міністра у справах ветеранів Ентоні Принсіпі. Вона регулярно бере участь у турах Об'єднаних військовослужбовців, за що Асоціація сил спеціального призначення на7городила її почесним Зеленим беретом.
Батько Дерек, Пол Коллінз, був радистом під час Корейської війни. Її вітчим, Боббі Басс, і її покійний чоловік, Джон Дерек, обидва були ветеранами війни.

### Захист дикої природи
Дерек уже 18 років працює в екологічній агенції WildAid, яка надає кошти на захист акул і відмовляє людей від покупки продуктів дикої природи. 13 серпня 2020 року вона була гостем тижня акул на Discovery Channel.

### Особисте життя

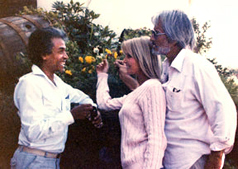
Бо Дерек з чоловіком Джоном Дереком і Чандран Рутнам

Після того, як Мері Коллінз почала стосунки з Джоном Дереком, коли їй було 16 років, вони переїхали до Німеччини, де Джон не підлягав судовому переслідуванню згідно із законами Каліфорнії про зґвалтування. Вони повернулися до США незабаром після 18-річчя Мері і одружилися в 1976 році. Вони залишалися одруженими до смерті Джона від серцевої недостатності в 1998 році
З 2002 року Дерек має стосунки з актором Джоном Корбеттом, з яким живе на ранчо в Санта-Барбарі, Каліфорнія. Вони одружилися в грудні 2020 року.

## У ролях

### Фільми
| Рік  | Фільми                          | Роль                         | Примітки |
| 1977 | косатка                         | Енні                         | Aka Orca: The Killer Whale у деяких випусках                                                                                          |
| 1979 | 10                              | Дженні Хенлі                 | Номінація — Золотий глобус за нову зірку року — актриса                                                                               |
| 1980 | Зміна пір року                  | Ліндсі Рутледж               | |
| 1981 | Фантазії                        | Анастасія                    | Зазначена як: Кетлін Коллінз Він же «Одного разу кохання», «Одного разу», «Одного разу кохання», «Одного разу», і «Фантазії Бо Дерек» |
| 1981 | Тарзан, людиноподібна мавпа     | Джейн Паркер                 | Премія «Золота малина» за найгіршу жіночу роль                                                                                        |
| 1984 | Болеро                          | Ейр «Мак» МакГіллівері       | Премія «Золота малина» за найгіршу жіночу роль                                                                                        |
| 1989 | Привиди не можуть цього зробити | Кеті О'Дейр Скотт            | Премія «Золота малина» за найгіршу жіночу роль                                                                                        |
| 1992 | Согнандо ла Каліфорнія          | себе                         | |
| 1993 | Жінка бажання                   | Христина Форд                | |
| 1995 | Тюхтій Томмі                    | Беверлі Баріш-Бернс Каллахан | Номінація — «Золота малина» за найгіршу жіночу роль другого плану                                                                     |
| 2001 | Сонячна буря                    | Вікторія Уоррен              | |
| 2001 | Замерзлий від страху            | Кетрін Салліван              | |
| 2001 | Жахи 101                        | Міс Еллісон Джеймс           | |
| 2002 | Майстер маскування              | себе                         | Поява камеї Номінація — «Золота малина» за найгіршу жіночу роль другого плану                                                         |
| 2003 | Найбільш розшукуваний Малібу    | Бесс Глакман                 | |
| 2003 | Бум                             | себе                         | Поява камео |
| 2017 | 5 весіль                        | Менді Сінгх Далівал          | |

### Телебачення
| Рік       | Програма                               | Роль              | Примітки           |
| 1992      | Гарячий шоколад                        | Бі Джей Кессіді   | Телевізійний фільм |
| 1994      | Зруйноване зображення                  | Хелен Алгуд       | Телевізійний фільм |
| 1998      | Вітер на воді                          | Сіель Конноллі    | 3 епізоди          |
| 1999      | Шоу Дрю Кері                           | себе              | 1 епізод           |
| 2000      | Сімейне право                          | Камілла Веллер    | 1 епізод           |
| 2000      | Королева мечів                         | Мері Роуз         | 1 епізод           |
| 2000      | Вбивство на Каннському кінофестивалі   | Тада Прайс        | Телевізійний фільм |
| 2001      | Два хлопця, дівчина і піцерія          | Сьюзан Берген     | 3 епізоди          |
| 2003      | Щасливчик                              | Джоан             | 1 епізод           |
| 2005      | Усе ще стоїть                          | Місіс Роуз Гранді | 1 епізод           |
| 2003-2005 | 7-е небо                               | Місіс Кінкерк     | 3 епізоди          |
| 2005      | Хрестоносець                           | Нікола Маркем     | Телевізійний фільм |
| 2006      | Будинок Моди                           | Марія Джанні      | 40 серій           |
| 2011      | Полювання на I-5 Killer                | Сівер             | Телевізійний фільм |
| 2012      | Чак                                    | себе              | 1 епізод           |
| 2012      | C.S.I.: Місце злочину Маямі            | Джоанна Торінг    | 1 епізод           |
| 2015      | Sharknado 3: Ой, біса, ні!             | Мей Векслер       | Телевізійний фільм |
| 2018      | Останній торнадо акули: якраз вчасно   | Мей Векслер       | Телевізійний фільм |
| 2018      | Різдвяна пастка, також Різдво в серці  | Ельза Джентрі     | Телевізійний фільм |
| 2020      | JL Family Ranch 2: Весільний подарунок | Клаудія           | Телевізійний фільм |
| 2023      | Маска Співачка: Adivina quién canta    | Сирена/Сама       | 2 епізоди          |

## Нагороди та номінації

### Золотий глобус
| Рік      | Категорія                      | Номінована робота | Результат |
| -------- | ------------------------------ | ----------------- | --------- |
| 1980 рік | Нова зірка року в кіно — жінка | 10                | Номінація |

### Золота малина
| Рік  | Категорія                      | Номінована робота                                                               | Результат |
| ---- | ------------------------------ | ------------------------------------------------------------------------------- | --------- |
| 1981 | Найгірша акторка               | Тарзан, людиноподібна мавпа                                                     | Перемога  |
| 1984 | Найгірша акторка               | Болеро                                                                          | Перемога  |
| 1990 | Найгірша акторка               | Привиди не можуть цього зробити                                                 | Перемога  |
| 1990 | Найгірша акторка десятиліття   | Тарзан, людиноподібна мавпа Болеро                                              | Перемога  |
| 1995 | Найгірша акторка другого плану | Тюхтій Томмі                                                                    | Номінація |
| 2000 | Найгірша акторка століття      | Тарзан, людиноподібна мавпа Болеро Тюхтій Томмі Привиди не можуть цього зробити | Номінація |
| 2002 | Найгірша акторка другого плану | Майстер маскування                                                              | Номінація |